# Unknown World
Unknown World è un film statunitense del 1951, diretto da Terry O. Morse, con sceneggiatura di Millard Kaufman.

## Trama
L'eminente geologo Jeremiah Morley, temendo che il crescente impiego di energia atomica porterà in breve tempo all'estinzione di ogni forma di vita sulla terra, mette a punto il piano di una spedizione per sondare le profondità sottostanti la crosta terrestre, convinto che vi si possa trovare un luogo ove preservare la vita umana dopo la prevista catastrofe nucleare.
Morley recluta i componenti della futura spedizione, la quale non trova tuttavia i finanziamenti necessari fino a quando Wright Thompson, avventuroso figlio di un influente magnate della stampa, si offre di pagare di tasca propria l’impresa, a patto di esserne incluso.
Viene costruito il Cyclotram, un apposito veicolo dotato di una potente trivella in grado di penetrare fino a diverse migliaia di chilometri di profondità sotto la superficie terrestre. La spedizione prende quindi il via partendo dal cratere di un grosso vulcano inattivo.
Non mancano le difficoltà, e tre membri del team, in circostanze diverse, trovano la morte, tra i quali Andy, l’esperto di esplosivi, che precipita in un burrone dopo aver salvato la vita di Wright, col quale aveva avuto diversi screzi durante la spedizione.
Alla fine, dopo essere giunti allo stremo, anche per penuria di acqua, i superstiti giungono ad una immensa cavità, della quale non si vedono i limiti, occupata da un oceano sotterraneo, ed illuminata da una luce dovuta a fluorescenza, simile a quella del sole. Le condizioni ambientali si rilevano essere adatte ad uno stanziamento umano, con elevate risorse minerarie e possibilità di coltivazione dei suoli, ma le cavie animali portate dai membri della spedizione partoriscono cuccioli nati morti. Non occorre molto perché il medico della spedizione, Joan Lindsen, appuri, dopo opportune analisi, che tale sorte di infertilità toccherebbe anche agli uomini: il luogo risulta quindi essere inadatto alla preservazione della specie umana.
Si decide dunque di tornare indietro. Solo Morley, talmente convinto di un prossimo forzato sterminio della vita sulla superficie terrestre, propone di rimanere lì, ove portare a termine in modo più naturale la vita di ciascuno. Improvvisamente si verifica una imponente eruzione vulcanica, e mentre gli altri membri dell’equipaggio prendono rifugio all’interno del Cyclotram, Morley si rifiuta di entrarvi, preferendo morire in seguito a tale catastrofe naturale.
I superstiti, all’interno del veicolo, notano che una forza li sta attirando sempre più in profondità, e disperano ormai di aver salva la vita. Inaspettatamente, però, il Cyclotram comincia a risalire, e, imboccando fortunosamente canali sotterranei, emerge in un oceano di superficie, in prossimità di un’isola tropicale: ognuno è contento di essere in vita, nonostante la missione fallita.